# Enigma (Stargate SG-1)
Enigma es el décimo séptimo  episodio de la primera temporada de la serie de televisión de ciencia ficción Stargate SG-1.

## Trama
El SG-1 alcanza un planeta que está a punto de ser destruido. Allí encuentran a varios sobrevivientes de una civilización avanzada, huyendo de la destrucción inminente y a pesar de negarse, el equipo las trae de vuelta a la Tierra. Sin embargo, los sobrevivientes, conocidos como los Tollan, hacen alarde, arrogantemente, sobre su conocimiento y tecnología avanzada en el SGC. Especialmente su líder, Omoc, que está incluso enojado por el rescate del SG-1 puesto que un transporte ya estaba en camino para recogerlos. No obstante otro Tollano, llamado Narim, está interesado en la capitán Carter e incluso desarrollan una cierta clase de relación. El SGC se esfuerza por encontrar a los Tollanos un nuevo hogar, ya que el nuevo planeta, Tollana, no tiene Portal. No obstante, ellos dudan de la capacidad del SGC para ayudarles. Esto llega a ser evidente cuando el SGC les ofrece un lugar en la Tierra de la luz, pero reaccionan muy arrogantemente sobre la civilización primitiva en ese mundo.
El Gobierno de los EE. UU., ve a los Tollanos como su opción más importante para conseguir tecnología avanzada, y los colocan bajo confinamiento. También envían al Coronel Harry Maybourne para conseguir información de ellos. Sin embargo, los Tollanos, usando su tecnología avanzada, pueden atravesar las paredes, y se escapan fácilmente a la superficie. Esto prueba que su tecnología es lejos superior a la Goa'uld. Sin embargo, son poco dispuestos a compartirla con lo que ven como culturas primitivas debido a lo que sucedió en su planeta natal.
En épocas antiguas, los Tollanos descubrieron otro mundo habitado, llamado "Serita", cerca de su planeta y cuando llegaron a ser bastante avanzados, los Tolanos compartieron una fuente de energía ilimitada con ellos. En el plazo de un día, la gente había utilizado el regalo para hacer armas y habían destruido su mundo. La destrucción de Serita fue tan fuerte, que afecto al propio planeta Tollan. Esto provocó la devastación vista previamente por el SG-1.
Debido al modo en que Maybourne está tratando con los Tolanos, el SG-1 decide ayudar a Omoc y a su gente. Daniel menciona a Omoc sobre los Nox y este, usando un dispositivo envía un mensaje a dicho mundo. Daniel entonces los conduce a la Sala del Portal donde los Nox aparecen por el Stargate y ofrecen a los Tollanos un hogar con ellos hasta que pueden irse a su nuevo planeta. Maybourne interviene y dice que si el Dr. Jackson permite que se vayan se le formara una corte marcial, pero O'Neill le recuerda que Daniel no es militar, y por lo tanto no puede formarle corte. Daniel le dice adiós a los Tolanos, y los Nox los llevan con ellos a su mundo. Los Nox dicen a Daniel que su civilización no ha aprendido nada, pero él si. A su vez, O'Neill le recuerda que los muy jóvenes no hacen siempre lo que se les dice.

## Artistas invitados
- Tom McBeath como el Coronel Harry Maybourne.
- Garwin Sanford como Narim.
- Frida Betrani como Lya.
- Tobin Bell como Omoc.
- Gerard Plunkett como el concejal Tuplo.
- Gary Jones como Walter Harriman.